# Cínová hora
Cínová hora je zahrádkářská osada a přírodní památka v okrese Znojmo na západním okraji města Znojmo. Na jihu ji ohraničuje železniční trať Znojmo–Okříšky a údolí Gránického potoka.

## Původ názvu
Cín se tu nikdy v historii netěžil. V minulosti to bylo místo využívané pro pastvu a později pro těžbu, ale netěžil se tu cín, ale kámen. Název Cínová hora pravděpodobně vznikl zkomolením německého Ziegeberg, tedy Kozí vršek, a upomíná na někdejší pastvu koz.

## Příroda
Důvodem ochrany jsou teplomilná rostlinná společenstva a vzácné druhy rostlin a živočichů.